# Puchar Europy w Lekkoatletyce 1973
4. Puchar Europy w Lekkoatletyce – cykl zawodów lekkoatletycznych zorganizowanych przez European Athletic Association latem 1973 roku. 
W zawodach, w których startowało 6 reprezentacji, stosowano punktację 6:5:4:3:2:1, zarówno w konkurencjach indywidualnych, jak i w biegach sztafetowych.
Finał pucharu Europy odbył się 7 września (kobiety) i 8–9 września w Edynburgu.

## Finał pucharu Europy
W finale wzięły udział po dwie najlepsze reprezentacje z każdego półfinału.

### Mężczyźni
| Poz. | Reprezentacja   | Punkty |
| ---- | --------------- | ------ |
| 1    | ZSRR            | 82,5   |
| 2    | NRD             | 78,5   |
| 3    | RFN             | 76     |
| 4    | Wielka Brytania | 70,5   |
| 5    | Finlandia       | 65     |
| 6    | Francja         | 45     |

### Kobiety
W finale wzięły udział po dwie najlepsze reprezentacje z każdego półfinału.
| Poz. | Reprezentacja   | Punkty |
| ---- | --------------- | ------ |
| 1    | NRD             | 72     |
| 2    | ZSRR            | 52     |
| 3    | Bułgaria        | 50     |
| 4    | RFN             | 36     |
| 5    | Wielka Brytania | 36     |
| 6    | Rumunia         | 27     |

## Półfinał pucharu Europy
Zawody półfinałowe odbyły się w sześciu europejskich miastach 4 i 5 sierpnia. Mężczyźni rywalizowali w Oslo, Celje oraz Nicei, a kobiety w Warszawie, Bukareszcie i Sittard. Najlepsze dwa zespoły w każdym z półfinałów uzyskały awans do zawodów finałowych.

### Mężczyźni
| Poz | Reprezentacja   | Punkty |
| --- | --------------- | ------ |
| 1   | ZSRR            | 98,5   |
| 2   | Wielka Brytania | 80,5   |
| 3   | Włochy          | 72,5   |
| 4   | Węgry           | 62     |
| 5   | Norwegia        | 57,5   |
| 6   | Belgia          | 48     |

| Poz | Reprezentacja | Punkty |
| --- | ------------- | ------ |
| 1   | RFN           | 103,5  |
| 2   | Finlandia     | 88     |
| 3   | Polska        | 83,5   |
| 4   | Jugosławia    | 63     |
| 5   | Szwajcaria    | 43     |
| 6   | Hiszpania     | 37     |

| Poz | Reprezentacja  | Punkty |
| --- | -------------- | ------ |
| 1   | NRD            | 98,5   |
| 2   | Francja        | 90     |
| 3   | Czechosłowacja | 76     |
| 4   | Szwecja        | 73     |
| 5   | Rumunia        | 42     |
| 6   | Bułgaria       | 40,5   |

### Kobiety
| Poz | Reprezentacja | Punkty |
| --- | ------------- | ------ |
| 1   | ZSRR          | 63     |
| 2   | Bułgaria      | 58     |
| 3   | Polska        | 55,5   |
| 4   | Finlandia     | 36,5   |
| 5   | Szwecja       | 33     |
| 6   | Austria       | 26     |

| Poz | Reprezentacja | Punkty |
| --- | ------------- | ------ |
| 1   | NRD           | 76     |
| 2   | Rumunia       | 54     |
| 3   | Węgry         | 53,5   |
| 4   | Włochy        | 43     |
| 5   | Szwajcaria    | 24     |
| 6   | Norwegia      | 22,5   |

| Poz | Reprezentacja   | Punkty |
| --- | --------------- | ------ |
| 1   | RFN             | 60     |
| 2   | Wielka Brytania | 57     |
| 3   | Francja         | 50     |
| 4   | Holandia        | 39     |
| 5   | Jugosławia      | 38     |
| 6   | Czechosłowacja  | 28     |

## Runda eliminacyjna
Najsłabsze drużyny 30 czerwca i 1 lipca rywalizowały w turniejach eliminacyjnych. Męskie reprezentacje spotkały się w Lizbonie, Brukseli i Atenach (awansowały po dwa zespoły), a kobiece w Lyngby i Rijece (awansowały po trzy zespoły).

### Mężczyźni
| Poz | Reprezentacja | Punkty |
| --- | ------------- | ------ |
| 1   | Szwajcaria    | 68     |
| 2   | Jugosławia    | 63,5   |
| 3   | Portugalia    | 37,5   |
| 4   | Irlandia      | 29     |

| Poz | Reprezentacja | Punkty |
| --- | ------------- | ------ |
| 1   | Norwegia      | 105    |
| 2   | Belgia        | 90     |
| 3   | Holandia      | 83     |
| 4   | Dania         | 64,5   |
| 5   | Islandia      | 42     |
| 6   | Luksemburg    | 32,5   |

| Poz | Reprezentacja | Punkty |
| --- | ------------- | ------ |
| 1   | Rumunia       | 42     |
| 2   | Bułgaria      | 38,5   |
| 3   | Grecja        | 36,5   |

### Kobiety
| Poz | Reprezentacja  | Punkty |
| --- | -------------- | ------ |
| 1   | Finlandia      | 66     |
| 2   | Czechosłowacja | 62     |
| 3   | Norwegia       | 45     |
| 4   | Dania          | 43     |
| 5   | Irlandia       | 40     |
| 6   | Islandia       | 16     |

| Poz | Reprezentacja | Punkty |
| --- | ------------- | ------ |
| 1   | Jugosławia    | 67     |
| 2   | Szwajcaria    | 57,5   |
| 3   | Austria       | 47,5   |
| 4   | Belgia        | 42     |
| 5   | Hiszpania     | 35     |
| 6   | Portugalia    | 24     |